# Bérénice Marlohe
Bérénice Marlohe, født den 19 maj 1979 i Paris, er en fransk skuespillerinde.

## Biografi
Bérénice Marlohe er født af en fransk mor og en sino-cambodiansk far. Hun voksede op i Paris. Efter at have taget kurser på Conservatoire national supérieur de musique et de danse,, havde hun en kort karriere som model, hvorefter hun debuterede som skuespillerinde,.
Marlohe medvirkede i flere reklamefilm, specielt for mærket Dacia og opnåede derudover flere mindre roller i franske Tv-serier Père et Maire og Femmes de loi. I en episode af serien Section de recherche, spillede hun rollen som transseksuel.
På grund af besværet med at finde roller i Frankrig, kontaktede hun casteren til den 23de James Bond film direkte og opnåede herigennem at komme til audition til denne. For at sikre sig rollen som James Bond pige i Skyfall, hvor optagelserne startede i slutningen af 2011,, gennemgik hun et kursus i improvisation sammen med skuespilleren Philippe Lelièvre og trænede i brugen af skydevåben.
På film har hun også medvirket i L'Art de séduire af Guy Mazarguil, og spillet sammen med Sophie Marceau i Un bonheur n'arrive jamais seul, der havde premiere i 2012.

## Filmografi
- 2007: La Discordance, kortfilm af Patrick Hernandez: den unge kvinde
- 2011: L'Art de séduire, af Guy Mazarguil: sportskvinden
- 2012: Un bonheur n'arrive jamais seul, af James Huth: Laurents date
- 2012: Skyfall, af Sam Mendes: Séverine

## Serier
- 2008:
  - Section de recherches: Isabelle Marnay
  - Femmes de loi: Barpige
  - Pas de secrets entre nous: Ingrid
- 2009:
  - Père et Maire: Caroline Pylet
  - R.I.S Police scientifique: Églantine du Meunier
  - Le temps est à l'orage: Alicia
- 2010:
  - Équipe médicale d'urgence: Alexia
  - Le Pigeon: Golf værtinde